# U-suke
U-suke（ゆうすけ）は三重県生まれ、千葉県育ちのイラストレーター・絵本作家。

## 人物
三重県生まれ、千葉県育ち。
Northern Melbourne Institute of TAFE (Illustration of Diploma) 卒業後、フリーのイラストレーターとなり、雑誌・書籍・WEBの挿絵や企業キャラクター等も多数手がける。
2003年より吉祥寺・井の頭公園路上でのオリジナルグッズやポストカード販売を始め話題となり、2007年に書籍「ちょんまげ課長/主婦と生活社」、「Moley（モーリー）/ワニブックス」が出版される。
2010年には豊島区・巣鴨地蔵通り商店街のすがもん広場のパネルに「巣鴨空想時代絵図」が設置され、2015年には「すがも街中ギャラリーU-suke展」を商店街で開催。
2015年、絵本「くろとん」で「ボローニャ国際絵本原画展」に入選し、『くろとん ジェットイルカとほしりょこう』（ISBN 978-4-586-08553-8）として、2016年4月に保育社より出版され、全国学校図書館選定図書にも選ばれる。
2015年より、拓殖大学工学部デザイン学科（八王子キャンパス）との共同研究プロジェクトを行う一般社団法人ファブデザインアソシエーション（ＦＤＡ）の非常勤プロデューサーも務め、子供たち向けのものづくりイベントや岡山県真庭市湯原温泉をはじめとした地域創生活動等も行っている。その湯原温泉を舞台にした絵本『ザキはん』（ISBN 978-4-594-07669-6）は2017年2月に扶桑社より出版された。
2016年には船橋市文化活動普及事業アーティストバンクに登録されるなど、講師としての活動も積極的に行っている。
2018年、習志野市にある谷津干潟を舞台にした渡り鳥と少年の冒険絵本『プロペラちどり』（ISBN 978-4-577-60003-0）が8月に出版された。